# Euphorbia scheffleri
Euphorbia scheffleri är en törelväxtart som beskrevs av Ferdinand Albin Pax. Euphorbia scheffleri ingår i släktet törlar, och familjen törelväxter. Inga underarter finns listade i Catalogue of Life.